# Berkut State Air Company
Berkut State Air Company is een Kazachse luchtvaartmaatschappij met haar thuisbasis in Almaty.

## Geschiedenis
Berkut State Air Company is in 2000 opgericht door de Kazachse regering.

## Vloot
De vloot van Berkut State Air Company bestaat uit:(jan.2007)
- 1 Boeing B-767-200
- 1 Airbus AB319-100ACJ
- 2 Ilyushin IL-76TD
- 1 Tupolev TU-154B
- 1 Antonov AN-12BP